# Mantella aurantiaca
Mantella aurantiaca és una espècie de granota, petita i de color carabassa, endèmica d'una petita àrea del centre-est de Madagascar al voltant dels aiguamolls de Torotorofotsy.
Els adults tenen una longitud de 19 a 24 mil·límetres, i les femelles poden arribar fins als 31 mm. Són d'un color carabassa uniforme, que pot presentar variacions entre el groc i el carabassa vermellós. La cara ventral és sovint una mica més clara, i pot tenir taques vermelles als flancs i al costat interior de les potes. L'iris és negre gairebé del tot, i només a l'extrem superior té pigments més clars.
La pell marronosa dels joves no és tòxica, però la pell grogosa dels adults acumula verins que adquireix de les seves preses, raó per la qual els exemplars mantinguts en captivitat i alimentats amb aliments que no són tòxics deixen gradualment de ser verinosos.
És d'hàbits terrestres i habita boscos pluvials, en àrees pantanoses. Pon els ous a terra i deixa que la pluja arrossegui les larves fins a tolls i boscos inundats on continuen el desenvolupament.
Per la seva vistositat és objecte de col·leccionisme, pel que les granotes són capturades per vendre-les. Tot i això no sembla que aquesta explotació estigui tenint efectes greus sobre les poblacions. Més greu és l'amenaça de degradació de l'ambient, especialment perquè l'àrea que ocupa és molt petita i fragmentària.